# 아시아 태평양 골프 연맹
아시아 태평양 골프 연맹(Asia-Pacific Golf Confederation, APGC)은 아시아와 오세아니아의 골프 종목을 총괄하는 국제 스포츠 행정 기구이다.

## 회원국
| 국가           | 협회                         | 코드 | 지역          | 설립   | 가맹   | 비고 |
| -------------- | ---------------------------- | ---- | ------------- | ------ | ------ | ---- |
| 괌             | 괌 국가 골프 연맹            | GUM  | 오세아니아    | 1992년 |        |      |
| 네팔           | 네팔 골프 협회               | NEP  | 남/중앙아시아 |        |        |      |
| 뉴질랜드       | 뉴질랜드 골프 연맹           | NZL  | 오세아니아    | 1910년 |        |      |
| 대한민국       | 대한골프협회                 | KOR  | 동아시아      | 1965년 | 1965년 |      |
| 라오스         | 라오스 국가 골프 연맹        | LAO  | 동남아시아    |        |        |      |
| 레바논         | 레바논 골프 연맹             | LBN  | 서아시아      | 1989년 |        |      |
| 마카오         | 마카오 골프 협회             | MAC  | 동아시아      |        |        |      |
| 말레이시아     | 말레이시아 골프 협회         | MAS  | 동남아시아    | 1929년 |        |      |
| 말레이시아     | 말레이시아 여자 골프 협회    | MAS  | 동남아시아    |        |        |      |
| 몽골           | 몽골 골프 협회               | MGL  | 남/중앙아시아 |        |        |      |
| 미얀마         | 미얀마 골프 연맹             | MYA  | 동남아시아    |        |        |      |
| 바누아투       | 바누아투 골프 협회           | VAN  | 오세아니아    |        |        |      |
| 바레인         | 바레인 골프 협회             | BRN  | 서아시아      | 1995년 |        |      |
| 방글라데시     | 방글라데시 골프 연맹         | BAN  | 남/중앙아시아 | 1998년 |        |      |
| 베트남         | 베트남 골프 협회             | VIE  | 동남아시아    |        |        |      |
| 부탄           | 부탄 골프 연맹               | BHU  | 남/중앙아시아 |        |        |      |
| 사모아         | 사모아 골프 연맹             | SAM  | 오세아니아    | 2007년 |        |      |
| 사우디아라비아 | 사우디아라비아 골프 연맹     | KSA  | 서아시아      | 1999년 |        |      |
| 솔로몬 제도    | 솔로몬 제도 골프 연맹        | SOL  | 오세아니아    | 2011년 |        |      |
| 스리랑카       | 스리랑카 골프 연맹           | SRI  | 남/중앙아시아 | 1946년 |        |      |
| 싱가포르       | 싱가포르 골프 협회           | SGP  | 동남아시아    | 1961년 |        |      |
| 싱가포르       | 싱가포르 여자 골프 협회      | SGP  | 동남아시아    |        |        |      |
| 아랍에미리트   | 아랍에미리트 골프 연맹       | UAE  | 서아시아      | 1995년 |        |      |
| 아메리칸사모아 | 아메리칸사모아 골프 협회     | ASA  | 오세아니아    |        |        |      |
| 오만           | 오만 골프 위원회             | OMA  | 서아시아      | 2009년 |        |      |
| 오스트레일리아 | 오스트레일리아 골프 연맹     | AUS  | 오세아니아    | 1898년 |        |      |
| 요르단         | 요르단 골프 연맹             | JOR  | 서아시아      | 2014년 |        |      |
| 이라크         | 이라크 골프 연맹             | IRQ  | 서아시아      | 2016년 |        |      |
| 이란           | 이란 이슬람 공화국 골프 연맹 | IRI  | 서아시아      | 1995년 |        |      |
| 인도           | 인도 골프 연맹               | IND  | 남/중앙아시아 | 1955년 |        |      |
| 인도네시아     | 인도네시아 골프 협회         | INA  | 동남아시아    | 1966년 |        |      |
| 일본           | 일본 골프 협회               | JPN  | 동아시아      | 1924년 |        |      |
| 중화 타이베이  | 중화 타이베이 골프 협회      | TPE  | 동아시아      | 1956년 |        |      |
| 중화인민공화국 | 중국 골프 협회               | CHN  | 동아시아      | 1985년 |        |      |
| 카타르         | 카타르 골프 협회             | QAT  | 서아시아      | 1991년 |        |      |
| 캄보디아       | 캄보디아 골프 연맹           | CAM  | 동남아시아    |        |        |      |
| 쿡 제도        | 쿡 제도 골프 협회            | COK  | 오세아니아    | 1980년 |        |      |
| 키르기스스탄   | 키르기스스탄 골프 연맹       | KGZ  | 남/중앙아시아 | 2010년 |        |      |
| 태국           | 태국 골프 협회               | THA  | 동남아시아    | 1956년 |        |      |
| 태국           | 태국 여자 골프 협회          | THA  | 동남아시아    |        |        |      |
| 파키스탄       | 파키스탄 골프 연맹           | PAK  | 남/중앙아시아 | 1960년 |        |      |
| 파푸아뉴기니   | 파푸아뉴기니 골프 협회       | PNG  | 오세아니아    | 1963년 |        |      |
| 피지           | 피지 골프 연맹               | FIJ  | 오세아니아    | 1955년 |        |      |
| 필리핀         | 필리핀 국가 골프 협회        | PHI  | 동남아시아    | 1961년 |        |      |
| 필리핀         | 필리핀 여자 골프 협회        | PHI  | 동남아시아    |        |        |      |
| 홍콩           | 홍콩 골프 협회               | HKG  | 동아시아      | 1968년 |        |      |

## 참고 문헌
- “APGC Member Countries”. 아시아 태평양 골프 연맹.
- “아시아 태평양 골프 연맹”. 국제 협회 연합.

## 같이 보기
- 국제 골프 연맹